# 디브노고르스크

시 문장

디브노고르스크(러시아어: Дивногорск)는 러시아 크라스노야르스크 지방에 위치한 도시로 인구는 28,272명(2010년 기준)이다. 크라스노야르스크(크라스노야르스크 지방의 중심지)에서 남동쪽으로 40km 정도 떨어진 곳에 위치하며 예니세이 강과 접한다.